# Armée d'Opérations de l'Estrémadure
L'Armée d'Opérations de l'Estrémadure (Exército de Operações da Estremadura) est l'armée portugaise constituée en juin-juillet 1808 par le général Bernardim Freire de Andrade et l'administrateur Miguel Pereira Forjaz sur les débris de l'armée, des milices et des ordonnances portugaises dissoutes et désarmées par le général Junot en janvier de la même année. Son objectif est d'expulser les armées françaises du Portugal.
Du fait de la situation particulière du Portugal, l'Armée d'Opérations de l'Estrémadure intègre un corps réduit d'officiers volontaires, des unités disparates et des recrues volontaires souvent mal entraînées et inexpérimentées. À l'époque, le Portugal est occupé militairement, une partie de l'état-major portugais a été transférée avec la cour vers le Brésil. Le Trésor Royal, permettant de payer les troupes, est à Rio de Janeiro. Et les 10 000 meilleurs soldats restant en métropole ont été réquisitionnés par Junot dans la Légion portugaise napoléonienne.
L'armée d'Opérations de l'Estrémadure entre officiellement en campagne le 8 août 1808. Dissoute le 5 septembre 1808, elle sert de base à l'armée portugaise officielle reconstituée du Royaume de Portugal.

## Histoire
L'armée d'Opérations de l'Estrémadure est créée dans le cadre de la guerre péninsulaire, lors de l'insurrection portugaise de 1808 contre les troupes napoléoniennes. Devenus membres de la Junte du Gouvernement Suprême du Royaume, dès l'été 1808, le maréchal-de-camp et gouverneur des Armes de Porto Bernardim Freire de Andrade et son cousin le gouverneur D. Miguel Pereira Forjaz prennent des mesures rapides pour recréer et réorganiser les forces armées du Portugal. Alors que Forjaz s'occupe de l'aspect administratif, Freire de Andrade gère l'aspect pratique.
Fort de ses pouvoirs, le maréchal de camp Freire de Andrade met sur pied une Commission militaire et lance des impôts pour faire face aux dépenses de guerre. Parallèlement, une commission diplomatique de la Junte se rend à Londres afin d'obtenir l'aide militaire des Britanniques. Sur le terrain, les insurgés portugais s'efforcent de mettre la main sur le matériel des régiments dissous en janvier par Junot qu'il est encore possible de récupérer. Grâce au laboratoire de l'université de Coimbra, ils parviennent  à résoudre le problème de la fabrication de la poudre et des munitions. Très vite, avec le peu d'hommes et d'armes disponibles dans la ville de Porto et ses environs, Freire de Andrade met sur pied une petite force qu'il nomme Armée d'Opérations de l'Estrémadure (Exército de Operações da Estremadura), dont les effectifs montent progressivement de 6 à 10 000 hommes. Parmi les officiers qui le rejoignent, figurent notamment le général Francisco da Silveira Pinto da Fonseca Teixeira, et le jeune João Carlos de Saldanha Oliveira e Daun, futur duc de Saldanha et maréchal du Portugal. Prenant la tête des troupes, le commandant en chef Freire de Andrade entame sa descente vers Lisbonne, où se trouve Junot. Le 5 août, il arrive à Coimbra. Le 7 août, il est rejoint à Montemor-o-Velho par Arthur Wellesley, tout juste débarqué, qui souhaite discuter avec lui au sujet de l'intendance et de la meilleure route à prendre pour Lisbonne. Lors de leur rencontre, Wellesley juge les soldats de Freire de Andrade « courageux, volontaires et patriotes », mais mal entraînés, indisciplinés et sous équipés. Avec le départ d'une partie de l'état-major portugais vers le Brésil et vers la Légion portugaise napoléonienne, ils manquent par ailleurs cruellement d'encadrement.
Les deux hommes ne parviennent pas à se mettre d'accord l'itinéraire et sur le commandement unique souhaité par les Anglais, Freire de Andrade refusant catégoriquement de joindre toutes ses forces à celles de Wellesley, mais ils coordonnent cependant en partie leurs troupes et leurs opérations. Lors de la rencontre des deux armées à Leiria le 10 août, des forces portugaises sont détachées et agrégées à l'armée britannique. Les troupes de Wellington reçoivent le renfort de 3 régiments de cavalerie composés de 258 hommes, des 58 hommes de la cavalerie de police de Lisbonne, d'un bataillon de chasseurs de 569 hommes et de 1 509 hommes de trois régiments d'infanterie de ligne, pour un total de 2 592 hommes. Tous sont regroupés dans un corps unique appelée le Détachement portugais (Destacalento português), placé sous le commandement de l'agent militaire (Militay Agent) Nicholas Trant (pt), un officier britannique en service dans l'armée portugaise (jusqu'alors sous l'autorité de Freire de Andrade) dans laquelle il dispose du grade de lieutenant-colonel (Tenente-Coronel). En échange, Wellesley donne des armes, 5000 mousquets, et des approvisionnements aux troupes de Freire de Andrade, afin de compenser le matériel confisqué quelques semaines auparavant par Junot.
Après Leiria, Wellesley et Freire de Andrade empruntent deux itinéraires différents, mais complémentaires. Alors que Freire de Andrade descend vers Lisbonne en prenant la route intérieure de Leiria et Santarém, protégeant le flanc gauche des Anglais, Wellesley choisit la route en bord de mer, proche de ses sources d'approvisionnement, avec le détachement portugais de Trant. Tout au long de la descente vers le sud, la petite Armée de Freire de Andrade effectue une série d'interventions décisives sur le flanc gauche de Wellesley. Ses attaques, coordonnées avec celles des troupes du général Manuel Pinto de Morais Bacelar, empêchent notamment la jonction des corps d'armée de Loison, envoyées par Junot afin de renforcer les effectifs de Delaborde. En retardant les armées françaises, les actions menées par l'armée d'Opérations d'Estrémadure de Freire de Andrade contribuent de façon décisive aux succès des armées anglo-portugaises de Wellington à la bataille de Roliça le 17 août 1808 et à la bataille de Vimeiro le 21 août 1808.

## Ordre de bataille de l'armée d'Opérations de l'Estrémadure (1808)

### Commandants en chef
L'armée d'Opérations de l'Estrémadure est commandée par le maréchal-de-camp Bernardim Freire de Andrade.  Celui-ci est secondé par le brigadier-général Nuno Freire de Andrade au poste d'adjudant-commandant, et le colonel Custódio José Gomes Vilas Boas au poste de quartier-maître général.
Le 26 août 1808, son quartier-général se trouve à Lourinhã.

### Composition
Cette armée est composée de 9 109 hommes, répartis de la façon suivante :
- 412 officiers
- 15 bataillons d'infanterie
- 8 escadrons de cavalerie et 2 brigades d'artillerie
- 344 artilleurs
- 12 pièces d'artillerie

#### Corps d'infanterie légère
2 bataillons et 1 compagnie - 1 451 hommes, incluant 51 officiers
- Bataillon de chasseurs de Trás-os-Montes

Capitaine d'ordonnances António Pereira Vahia
1 bataillon - 720 hommes, incluant 28 officiers
- Bataillon de chasseurs de Porto

Lieutenant-colonel Velho da Cunha
1 bataillon - 596 hommes, incluant 20 officiers
- Corps académique de l'infanterie de Coimbra

1 compagnie - 135 hommes, incluant 3 officiers

#### Corps d'infanterie de ligne
6 bataillons - 3 127 hommes, incluant 167 officiers
- Ier bataillon du 6e régiment d'infanterie de ligne

1 bataillon - 472 hommes, incluant 24 officiers
- Ier e IIe bataillon du 12e régiment d'infanterie de ligne

Colonel Luís de Oliveira da Costa de Almeida Osório
2 bataillons - 1 248 hommes, incluant 60 officiers
- IIe bataillon du 18e régiment d'infanterie de ligne

Lieutenant-colonel Agostinho Luís da Fonseca
1 bataillon - 482 hommes, incluant 23 officiers
- Ier e IIe bataillon du 21e régiment d'infanterie de ligne

Lieutenant-colonel D. Rodrigo Xavier de Almeida
2 bataillons - 925 hommes, incluant 60 officiers

#### Corps de grenadiers
3 bataillons - 1 783 hommes, incluant 57 officiers
- 1er de grenadiers du 6e régiment d'infanterie et du 18e régiment d'infanterie

1 bataillon - 699 hommes, incluant 19 officiers
- 2e de grenadiers du 11e régiment d'infanterie et du 24e régiment d'infanterie

1 bataillon - 662 hommes, incluant 19 officiers
- 3e de grenadiers du 12e régiment d'infanterie et du 21e régiment d'infanterie

1 bataillon - 422 hommes, incluant 19 officiers

#### Corps de cavalerie
8 escadrons - 1 045 hommes, incluant 60 officiers
- Ier et IIe escadons du 6e régiment de cavalerie

Lieutenant-colonel Martinho de Morais Correia
2 escadrons - 342 hommes, incluant 20 officiers
- Ier escadron du 9e régiment de cavalerie

1 escadron - 165 hommes, incluant 10 officiers
- Ier, IIe et IIIe escradons du 12e régiment de cavalerie

Colonel Amaro Vicente Pavão de Sousa
3 escadons - 384 hommes, incluant 24 officiers
- Corps académique de cavalerie de Coimbra

1 escadron - 57 hommes, incluant 3 officiers
- Corps espagnol de cavalerie

1 escadron - 97 hommes, incluant 3 officiers

#### Corps d'artillerie
12 pièces d'artillerie - 344 artilleurs, incluant 15 officiers
- 2 brigades du régiment d'artillerie N.º 4

12 pièces d'artillerie - 344 artilleurs, incluant 15 officiers

#### Corps de milices
3 bataillons - 1 359 hommes, incluant 64 officiers
- Régiment de milices de Porto

Colonel D. António de Amorim da Gama Lobo
1 bataillon - 562 hommes, incluant 26 officiers
- Régiment de milices de Moncorvo

2 bataillons - 797 hommes, incluant 38 officiers